# Духонь, Станислав
Станислав Духонь (чеш. Stanislav Duchoň; род. 14 августа 1927) — чешский гобоист.
В 1948 году окончил Пражскую консерваторию, затем учился в Пражской музыкальной академии у Франтишека Гантака (окончил в 1952 г.). Лауреат первой премии Международного музыкального фестиваля «Пражская весна» (1953). В 1950—1952 гг. в оркестре Пражского радио, затем на протяжении ряда лет первый гобой Чешского филармонического оркестра. В 1954—1970 гг. участник ансамбля старинной музыки Ars rediviva. Как солист, в частности, стал первым исполнителем Концерта для гобоя с оркестром Ильи Гурника (1962).